# 제이투케이바이오
주식회사 제이투케이바이오(J2KBio)는 대한민국의 화장품 원료 제조 기업이다.